# 夏侯栄
夏侯 栄（かこう えい、建安12年（207年） - 建安24年（219年））は、中国後漢末期の人物。字は幼権。豫州沛国譙県の人。曹操の配下である夏侯淵の五男。兄は夏侯衡・夏侯覇・夏侯称・夏侯威。弟は夏侯恵・夏侯和。

## 生涯
『三国志』夏侯淵伝の注に引く『世語』、さらに同書が引く従孫の夏侯湛が記した文章にて事績が伝わる。幼い時から聡明で、7歳にして文章を記した。また記憶力に優れており、その評判を聞いた曹丕に招かれると彼の元にいた賓客百人以上の名や本籍地を、名刺を一目見ただけで記憶したという。
建安24年（219年）、従軍した定軍山の戦いで、父の夏侯淵が敗死する。左右の者たちは夏侯栄を抱えて逃げようとしたが、これを拒んで曰く。「主君や肉親が危ない目に遭っているのに、どうして死から逃れられようか」と。かくて自身も剣を振るって戦った後、戦死を遂げた。享年13。
小説『三国志演義』には登場しない。